# Tiricta daucoides
Tiricta daucoides är en flockblommig växtart som beskrevs av Constantine Samuel Rafinesque. Tiricta daucoides ingår i släktet Tiricta och familjen flockblommiga växter. Inga underarter finns listade i Catalogue of Life.